# Suffocation
Suffocation  es una banda estadounidense de death metal. Adoptaron las estructuras y los ritmos del death metal técnico y los mezclaron con el brutal death metal, lo que les hace pioneros en este último estilo. Son nombrados por muchos como los precursores del brutal death metal. Suffocation está a la par con bandas como Immolation e Incantation debido a que pertenecen al conocido "death metal neoyorquino" (New York Death metal o NYDM para abreviar).

## Historia
La banda surgió a finales de 1988, y desde entonces ha producido múltiples materiales, bajo la producción de discográficas tan reconocidas en el metal como lo son Nuclear Blast Records Relapse Records y Roadrunner Records.

## Regreso
A finales de 2002, la agrupación se volvió a unir, lanzando en 2004 Souls to Deny, con el regreso del batería original Mike Smith, aunque sin los veteranos miembros Doug Cerrito y Chris Richards. La banda ha lanzado una extensa gira mundial para dar a conocer el disco. Después de 200 conciertos, Suffocation grabó y lanzó a la venta su primer disco en vivo "Close Of A Chapter: Live In Quebec City". Lanzaron también un álbum homónimo en el 2006 con la discográfica Relapse Records, que también presentaron en otra extensa gira mundial. El 4 de junio de 2007, Suffocation y su discográfica Relapse Records se separan oficialmente, luego de lo cual se unió al sello Nuclear Blast Records.
El 18 de julio de 2009, Suffocation lanzó su nuevo disco: Blood Oath. En este álbum, a diferencia del anterior (Suffocation, septiembre del 2006), la banda retomó un tono más acorde al estilo brutal, dejando de lado el extremo tecnicismo.
Posterior a las giras en compañía de bandas como Napalm Death, Cattle Decapitation o Blood Red Throne y tras la partida de Mike Smith; la banda ingresa nuevamente al estudio de grabación a finales de 2012 para lanzar en febrero de 2013 "Pinnacle of Bedlam", con Dave Culross en la batería manteniendo el sonido brutal que los caracteriza.

## Retiro de Frank Mullen, cambios de alineación y...of the Dark Light
En 2013 mediante su página de Facebook, Suffocation anuncia que su frontman y miembro fundador Frank Mullen se retira de las giras debido a los problemas de agenda que tenía para compatibilizar los viajes con su trabajo cotidiano. Durante algunas presentaciones fue reemplazado por Bill Robinson de Decrepit Birth y John Gallagher de Dying Fetus. Sin embargo, la banda respetaría el rol de Mullen como miembro original para futuras grabaciones.
La banda entre 2014 y 2016 enfrenta algunos cambios en su alineación, dejando Dave Culross la batería en 2014 dando lugar a Kevin Talley de Dying Fetus para las presentaciones en vivo. Así como también Guy Marchais deja la agrupación en 2016. Kevin Muller de Pyrexia toma las vocales en giras.
De cara a 2017 solamente se mantienen 2 miembros originales de la agrupación, conformados por: Frank Mullen en las voces, Terrance Hobbs como guitarrista líder, Derek Boyer en el bajo, Charlie Errigo en la guitarra rítmica y Eric Morotti en la batería. Con esta formación Suffocation ingresa al estudio a principios de año y en junio presentan su disco más reciente, titulado "...of the Dark Light" con una formación renovada pero manteniendo el sonido de antaño que los caracteriza. Este trabajo será a la postre el último con Frank Mullen en el estudio.
En 2018 ingresa Ricky Myers como vocalista estable de Suffocation, al menos durante las presentaciones que la banda tiene en festivales como Hellfest así como también en giras en otras localidades del orbe. Myers ya había tenido algunas presentaciones en vivo con la banda de forma esporádica entre 2015 y 2016. En 2019 es oficializado como miembro estable.
También en 2018 Frank Mullen mediante sus redes sociales anuncia el adiós definitivo de su rol como vocalista de Suffocation, retomando algunas presentaciones en vivo en Estados Unidos y Japón bajo el nombre "Farewell Frank Tour" que finaliza en junio de 2019.
En 2021 la banda lanza un set de canciones de la gira de despedida de Mullen titulado "Live in North America". Siendo este, el segundo disco en vivo de Suffocation.

## Miembros
| Miembros actuales - Ricky Myers – Voz principal (2015–2016, 2018, 2019–presente) - Terrance Hobbs – Guitarra líder (1990–1998, 2003–presente) - Charlie Errigo – Guitarra rítmica (2016–presente) - Derek Boyer – Bajo (2004–presente) - Eric Morotti – Batería (2016–presente) Antiguos miembros de gira - Bill Robinson – Voz principal (2012) - John Gallagher – Voz principal (2013) - Kevin Muller – Voz principal (2017) | Miembros pasados - Frank Mullen – Voz principal (1988–1998, 2003–2018, 2019) - Mike Smith – Batería (1990–1994, 2003–2012) - Josh Barohn – Bajo (1988–1991, 2003–2004) - Todd German – Guitarra líder (1988–1990) - Guy Marchais – Guitarra rítmica (1988–1990, 2003–2016) - Doug Cerrito – Guitarra rítmica (1990–1998) - Chris Richards – Bajo (1991–1998) - Doug Bohn – Batería (1994–1995) - Dave Culross – Batería (1995–1998, 2012–2014) - Kevin Talley – Batería (2014–2016) |

Cronología

## Discografía

### Álbumes
- Effigy of the Forgotten (1991)
- Breeding the Spawn (1993)
- Pierced from Within (1995)
- Souls to Deny (2004)
- Suffocation (2006)
- Blood Oath (2009)
- Pinnacle Of Bedlam (2013)
- …Of The Dark Light  (2017)
- Hymns From The Apocrypha (2023)

### Álbumes en vivo
- To Close of a Chapter (2005)
- Live in North America (2021)

### EPs
- Human Waste (1991)
- Despise the Sun (1998)

### Splits
- Live Death (1994)

### Demos
- Reincremated (1990)